# Bitwa pod Legnago
Bitwa pod Legnago (także bitwa pod Legnano lub nad Adygą) miała miejsce 26 marca 1799 podczas wojny Francji z drugą koalicją, stanowiła część działań wojennych wokół Werony.
Bitwa stanowiła fragment ofensywnych działań liczącej 55 000 żołnierzy armii francuskiej Barthélemy’ego Schérera przeciwko armii austriackiej generała Pála Kraya, skoncentrowanej wokół Werony. Walki, podczas których wojska francuskie bez skutku usiłowaly obejść prawe skrzydło austriackie, toczyły się na obszarze między Legnago a Weroną. Francuzi zamierzali pobić armię austriacką przed nadejściem armii rosyjskiej Aleksandra Suworowa. Bitwę wygrała jednak armia austriacka, zadając wojskom francuskim bardzo ciężkie straty - ponad 5000 żołnierzy. W walkach udział wzięła 2 Legia Legionów Polskich, która straciła 1800 z 2800 żołnierzy wraz z dowódcą - gen.Rymkiewiczem.